# ICarly (serial telewizyjny 2021)
iCarly (2021-2023) – amerykański serial komediowy stworzony przez Dana Schneidera oraz wyprodukowany przez wytwórnie Museum Visit i Nickelodeon Productions. Kontynuacja oryginalnego serialu Nickelodeon z 2007 roku pod tym samym tytułem.
Premiera serialu odbyła się w Stanach Zjednoczonych 17 czerwca 2021 w serwisie Paramount+.
W lipcu 2021 zostało ogłoszone, że powstanie drugi sezon serialu, a jego premiera odbyła się 8 maja 2022.
Premiera trzeciego sezonu odbyła się 1 czerwca 2023. W październiku tego samego roku ogłoszono, że produkcja nie będzie kontynuowana.

## Fabuła
Dziewięć lat po zakończeniu oryginalnego serialu, Carly Shay (Miranda Cosgrove) wróciła do Seattle, gdzie dzieli mieszkanie ze swoją współlokatorką Harper. Jej starszy brat Spencer (Jerry Trainor) stał się bogatym artystą, kiedy przypadkowo stworzył renomowaną rzeźbę. Oprócz nich w budynku Bushwell Plaza mieszka również były producent techniczny Freddie Benson (Nathan Kress), który po dwóch rozwodach mieszka ze swoją matką oraz jedenastoletnią adoptowaną pasierbicą Millicent. Po tym jak chłopak Carly rzucił ją w czasie transmisji na żywo, dziewczyna decyduje się wznowić swój program internetowy iCarly z pomocą Harper, Freddiego oraz Spencera.

## Obsada

### Główni
- Miranda Cosgrove jako Carly Shay
- Jerry Trainor jako Spencer Shay
- Nathan Kress jako Freddie Benson
- Laci Mosley jako Harper
- Jaidyn Triplett jako Millicent

### Drugoplanowi
- Lyric Lewis jako Maeve (sezon 1)
- Poppy Liu jako Double Dutch[5] (sezon 1)
- Josh Plasse jako Wes (sezon 1)
- Mary Scheer jako Marissa Benson[6]
- Conor Husting jako Beau (sezon 1)
- Mia Serafino jako Pearl (sezon 2)
- Josh Peck jako Paul (sezony 2 i 3)
- Jeremy Rowley jako Lewbert (sezony 2 i 3)
- Patty Guggenheim jako Tinsley (sezon 3)

### Role Gościnne
- Danielle Morrow jako Nora Dershlit (sezon 1)
- Reed Alexander jako Nevel Papperman (sezony 1 i 3)
- Bailey Stender jako Prunella, żona Nevela (sezony 1 i 3)
- Tim Russ jako Dyrektor Ted Franklin (sezony 1 i 3)
- Doug Brochu jako Duke (sezon 1)
- Drew Roy jako Griffin (sezon 1)
- Ryan Ochoa jako Chuck Chambers (sezon 2)
- Ethan Munck jako Guppy (sezon 2)
- Greg Mullavey jako Dziadek Shay (sezon 2)
- Christopher David jako Rodney Zdzierca (sezon 3)
- Skyler Day jako Magiczna Malika (sezon 3)
- James Maslow jako Shane (sezon 3)

## Spis serii i lista odcinków
| Sezon | Odcinki    | Oryginalna emisja Paramount+ (USA) | Oryginalna emisja Paramount+ (USA) | Oryginalna emisja SkyShowtime (Polska) |
| Sezon | Odcinki    | Premiera sezonu                    | Finał sezonu                       | Premiera sezonu                        |
| ----- | ---------- | ---------------------------------- | ---------------------------------- | -------------------------------------- |
| 1     | 1–13 (13)  | 17 czerwca 2021                    | 26 sierpnia 2021                   | 24 lutego 2023                         |
| 2     | 14–23 (10) | 8 kwietnia 2022                    | 3 czerwca 2022                     | 24 lutego 2023                         |
| 3     | 24–33 (10) | 1 czerwca 2023                     | 27 lipca 2023                      |                                        |

### Sezon 1 (2021)
| #  | Tytuł                          | Polski tytuł               | Reżyseria            | Scenariusz                               | Premiera Paramount+ | Premiera SkyShowtime |
| -- | ------------------------------ | -------------------------- | -------------------- | ---------------------------------------- | ------------------- | -------------------- |
| 1  | iStart Over                    | Zaczynam od nowa           | Phill Lewis          | Ali Schouten i Jay Kogen                 | 17 czerwca 2021     | 24 lutego 2023       |
| 2  | iHate Carly                    | Nienawidzę Carly           | Jean Sagal           | Steve Armogida i Jim Armogida            | 17 czerwca 2021     | 24 lutego 2023       |
| 3  | iFauxpologize                  | Fałszywe przeprosiny       | Jean Sagal           | Nasser Samara                            | 17 czerwca 2021     | 24 lutego 2023       |
| 4  | iGot Your Back                 | Stoję za Tobą murem        | Phill Lewis          | Danny Fernandez                          | 24 czerwca 2021     | 24 lutego 2023       |
| 5  | iRobot Wedding                 | Ślub robota                | Anthony Rich         | Kate Stayman-London                      | 1 lipca 2021        | 24 lutego 2023       |
| 6  | i'M Cursed                     | Jestem przeklęta           | Anthony Rich         | Clay Lapari                              | 8 lipca 2021        | 24 lutego 2023       |
| 7  | iNeed Space                    | Potrzebuję przestrzeni     | Anthony Rich         | Franchesca Ramsey                        | 15 lipca 2021       | 24 lutego 2023       |
| 8  | iLove Gwen                     | Kocham Gwen                | Morenike Joela Evans | Korama Danquah                           | 22 lipca 2021       | 24 lutego 2023       |
| 9  | iMLM                           | Marketing wielopoziomowy   | Anthony Rich         | Esther Povitsky                          | 29 lipca 2021       | 24 lutego 2023       |
| 10 | iTake a Girls' Trip            | Wychodzę na damski wypad   | Morenike Joela Evans | Sarah Jane Cunningham i Suzie V. Freeman | 5 sierpnia 2021     | 24 lutego 2023       |
| 11 | iCan Fix It Myself             | Mogę sama to naprawić      | Nathan Kress         | Jordan Mitchell                          | 12 sierpnia 2021    | 24 lutego 2023       |
| 12 | iThrow a Flawless Dinner Party | Wydaję doskonałe przyjęcie | Phill Lewis          | Jacques Mouledoux                        | 19 sierpnia 2021    | 24 lutego 2023       |
| 13 | iReturn to Webicon             | Powrót na Webicon          | Phill Lewis          | Ali Schouten                             | 26 sierpnia 2021    | 24 lutego 2023       |

### Sezon 2 (2022)
| #  | Tytuł                                  | Polski Tytuł                                      | Reżyseria            | Scenariusz          | Premiera w Paramount+ | Premiera w SkyShowtime |
| -- | -------------------------------------- | ------------------------------------------------- | -------------------- | ------------------- | --------------------- | ---------------------- |
| 14 | iGuess Everyone Just Hates Me Now      | Teraz chyba wszyscy mnie po prostu nienawidzą     | Phill Lewis          | Ali Schouten        | 8 kwietnia 2022       | 24 lutego 2023         |
| 15 | iObject, Lewbert!                      | Zgłaszam sprzeciw, Lewbercie!                     | Phill Lewis          | Danny Fernandez     | 8 kwietnia 2022       | 24 lutego 2023         |
| 16 | i'M Wild and Crazy                     | Jestem dzika i szalona                            | Melissa Joan Hart    | Jonathan Fener      | 15 kwietnia 2022      | 24 lutego 2023         |
| 17 | iHire a New Assistant                  | Zatrudniam nowego asystenta                       | Phill Lewis          | Heather Flanders    | 22 kwietnia 2022      | 24 lutego 2023         |
| 18 | iCupid                                 | Kupidyn                                           | Anthony Rich         | Eliot Glazer        | 29 kwietnia 2022      | 24 lutego 2023         |
| 19 | iBuild a Team                          | Buduję zespół                                     | Nathan Kress         | Michael Hobert      | 6 maja 2o22           | 24 lutego 2023         |
| 20 | iDragged Him                           | Przywlokłam go                                    | Melissa Joan Hart    | Kate Stayman-London | 13 maja 2022          | 24 lutego 2023         |
| 21 | i'M a USA Bae                          | Jestem amerykańską lalka Bae                      | Morenike Joela Evans | Clay Lapari         | 20 maja 2022          | 24 lutego 2023         |
| 22 | iHit Something                         | Trafiłam na coś                                   | Nathan Kress         | Korama Danquah      | 27 maja 2022          | 24 lutego 2023         |
| 23 | iThrow a Flawless Murder Mystery Party | Wydaję imprezę pod znakiem morderstwa doskonałego | Morenike Joela Evans | Jacques Mouledoux   | 3 czerwca 2022        | 24 lutego 2023         |

### Sezon 3 (2023)
| #  | Tytuł                      | Reżyseria            | Scenariusz                           | Premiera w Paramount+ |
| -- | -------------------------- | -------------------- | ------------------------------------ | --------------------- |
| 24 | iBuckled                   | Phill Lewis          | Ali Schouten-Seeks                   | 1 czerwca 2023        |
| 25 | iLove Your Shoes           | Phill Lewis          | Erica Montolfo-Bura                  | 1 czerwca 2023        |
| 26 | iMake New Memories         | Anthony Rich         | Kate Stayman-London                  | 8 czerwca 2023        |
| 27 | iGo Public                 | Morenike Joela Evans | Dave Malkoff                         | 15 czerwca 2023       |
| 28 | iFaked It                  | Nathan Kress         | Julia Ahumada Grob                   | 22 czerwca 2023       |
| 29 | iReunited and It Felt Okay | Phill Lewis          | Eliot Glazer                         | 29 czerwca 2023       |
| 30 | iGo to Toledo              | Nathan Kress         | Nasser Samara                        | 6 lipca 2023          |
| 31 | iCause a Cat-astrophe      | Jerry Trainor        | Harry Hannigan                       | 13 lipca 2023         |
| 32 | iCreate a New Ecosystem    | Phill Lewis          | Aydrea Walden                        | 20 lipca 2023         |
| 33 | iHave a Proposal           | Phill Lewis          | Melanie Kirschbaum i Alexandra Decas | 27 lipca 2023         |